# Campionato europeo di taekwondo 2016
Il Campionato europeo di taekwondo 2016 è stato la 22ª edizione della competizione. Si è svolto a Montreux, in Svizzera, dal 19 al 22 maggio 2016.

## Medagliere
| Pos.  | Paese         | Oro | Argento | Bronzo | Totale |
| ----- | ------------- | --- | ------- | ------ | ------ |
| 1     | Gran Bretagna | 3   | 0       | 1      | 4      |
| 2     | Turchia       | 2   | 3       | 2      | 7      |
| 3     | Russia        | 2   | 1       | 6      | 9      |
| 4     | Belgio        | 2   | 0       | 2      | 4      |
| 5     | Portogallo    | 2   | 0       | 0      | 2      |
| 6     | Croazia       | 1   | 1       | 3      | 5      |
| 7     | Azerbaigian   | 1   | 1       | 1      | 3      |
| 7     | Serbia        | 1   | 1       | 1      | 3      |
| 9     | Bielorussia   | 1   | 0       | 0      | 1      |
| 9     | Ucraina       | 1   | 0       | 0      | 1      |
| 11    | Spagna        | 0   | 2       | 2      | 4      |
| 12    | Francia       | 0   | 1       | 5      | 6      |
| 13    | Polonia       | 0   | 1       | 2      | 3      |
| 14    | Armenia       | 0   | 1       | 1      | 2      |
| 14    | Germania      | 0   | 1       | 1      | 2      |
| 16    | Israele       | 0   | 1       | 0      | 1      |
| 16    | Slovenia      | 0   | 1       | 0      | 1      |
| 16    | Svezia        | 0   | 1       | 0      | 1      |
| 19    | Italia        | 0   | 0       | 2      | 2      |
| 20    | Macedonia     | 0   | 0       | 1      | 1      |
| 20    | Moldavia      | 0   | 0       | 1      | 1      |
| 20    | Paesi Bassi   | 0   | 0       | 1      | 1      |
| Total | Total         | 16  | 16      | 32     | 64     |

## Podi

### Maschili
| Specialità      | Oro                  | Argento               | Bronzo                              |
| Fino a 54 kg    | Mourad Laachraoui    | Jesús Tortosa Cabrera | Michail Artamonov Stanislav Denisov |
| Fino a 58 kg    | Rui Pedro Bragança   | Ron Atias             | Feyi Pearce Ruslan Poiseev          |
| Fino a 63 kg    | Jaouad Achab         | Jarosław Mecmajer     | Stevens Barclais Joel González      |
| Fino a 68 kg    | Servet Tazegül       | Hamza Adnan-Karim     | Sergey Vardazaryan Konstantin Minin |
| Fino a 74 kg    | Júlio Ferreira       | Toni Kanaet           | Claudio Treviso Nicholas Corten     |
| Fino a 80 kg    | Milad Beigi          | Yunus Sarı            | Aareon Cook Piotr Paziński          |
| Fino a 87 kg    | Vladislav Larin      | Arman Yeremyan        | Draško Jovanov Payam Ghobadi Oughaz |
| Oltre gli 87 kg | Arman-Marshall Silla | Roman Kuznecov        | Omar El Yazidi Piotr Hatowski       |

### Femminili
| Specialità    | Oro               | Argento             | Bronzo                               |
| Fino a 46 kg  | Iryna Romoldanova | Blanca Palmer Soler | Rukiye Yıldırım Hajer Mustapha       |
| Fino a 49 kg  | Tijana Bogdanović | Ana Petrušič        | Aleksandra Lyčagina Lucija Zaninović |
| Fino a 53 kg  | Tat'jana Kudašova | Patimat Abakarova   | Zeliha Ağrıs Floriane Liborio        |
| Fino a 57 kg  | Jade Jones        | Nikita Glasnović    | Raheleh Asemani Martina Zubčić       |
| Fino a 62 kg  | İrem Yaman        | Magda Wiet-Hénin    | Daniela Rotolo Rabia Güleç           |
| Fino a 67 kg  | Lauren Williams   | Nur Tatar           | Matea Jelić Haby Niaré               |
| Fino a 73 kg  | Iva Radoš         | Milica Mandić       | Petra Matijašević Reshmie Oogink     |
| Oltre i 73 kg | Bianca Walkden    | Nafia Kuş           | Ol'ga Ivanova Rosana Simón           |